# Epífora (retòrica)
|  | Per a altres significats, vegeu «Epífora». |

L'epífora (del grec ἐπιστροφή, "retornar") és el recurs literari oposat a l'anàfora. Consisteix en la repetició de la mateixa paraula o grup de paraules al final de frases, oracions o versos successius. És un recurs molt empàtic a causa de l'accent que posa sobre la darrera paraula de la frase.
Un exemple en anglès és el següent:
| «                                                | Hourly joys be still upon you! Juno sings her blessings on you. [...] Scarcity and want shall shun you, Ceres' blessing so is on you. | » |
| — Shakespeare, La Tempesta (4.1.108-109; 116-17) | |   |